# Дитлоид
Дитлоид — загадка, головоломка, в которой нужно разгадать фразу по её аббревиатуре.
Например: 1вПнВ = 1 в Поле не Воин. Имена существительные и прилагательные в дитлоидах принято писать с заглавных букв, а служебные части речи — со строчных, да это и так понятно из самих аббревиатур.
Название происходит от английского:
1 DITLOID = One Day In The Life Of Ivan Denisovich (Один день Ивана Денисовича).